# Tamir Galanov
Tamir Galanov, aussi nommé Belik Galanov, est un boxeur russe né le 14 février 1989 à Kijinga, en Bouriatie.

## Carrière
Sa carrière amateur est principalement marquée par une médaille de bronze remportée aux championnats du monde de 2017 dans la catégorie des poids mouches.
En mars 2016, il a été brièvement suspendu pour dopage.

## Palmarès

### Championnats du monde
- Médaille de bronze en -52 kg en 2017 à Hambourg, Allemagne

### Championnats d'Europe
- Médaille d'argent en -48 kg en 2011 à Ankara (Turquie).